# Cyanmärgbi
Cyanmärgbi (Ceratina cyanea) är en biart som först beskrevs av Kirby 1802. Den ingår i släktet märgbin och familjen långtungebin. Inga underarter finns listade.

## Beskrivning
Arten är ett litet, metalliskt blåsvart bi med en kroppslängd av 6 till 7 mm. På clypeus (munskölden) har hanen, någon gång även honan, en tydlig, vit fläck format som en triangel med basen neråt eller ett upp-och-nervänt "T". Hos hanen har tergit 7, bakkroppens sista segment på ryggsidan, två taggar som är ett viktigt artkännetecken.

## Ekologi
Vanliga habitat är skogsbryn, buskageterräng, parker, gärna störda biotoper som ruderat i uppbyggda miljöer och höglänt terräng, sydbranter i kalkmark, hedmarker och nedlagda sandtag. Arten är långlivad för att vara ett bi; åtminstone honorna lever minst ett år som fullbildade, vissa tecken tyder på att de kan leva i upp till 18 månader.
Födomässigt är cyanmärgbiet polylektiskt, det flyger till blommande växter från många olika familjer. Pollen hämtar arten främst från korgblommiga växter, snyltrotsväxter, rosväxter, smörblommor, linväxter och ärtväxter, medan den framför allt hämtar nektar från smörblommor, rosväxter, strävbladiga växter, ljungväxter, grobladsväxter, kransblommiga växter, klockväxter och korgblommiga växter. Flygtiden varar från maj till augusti månad ut.

### Fortplantning
Som alla märgbin inrättar honan sitt larvbo i märgen på växtstänglar. Ett sådant bo innehåller flera larvceller i rad, skilda åt av hoppressat trädamm. Vanliga växter är arter i björnbärskomplexet, men även rosor, fläder, vissnade stänglar av tistlar och kungsljus. Båda könen gräver dessutom på hösten ut liknande celler, fast utan mellanväggar, att övervintra i.

## Utbredning
Cyanmärgbiet förekommer från medelhavsområdet norrut till sydöstra England och södra Sverige. Österut når det Centralasien, Iran och Kazakstan.
I Sverige finns arten från Skåne till Bohuslän och Gästrikland, inklusive Öland men exklusive Gotland. Ett enstaka fynd har dessutom gjorts i Ångermanland på 1950-talet. Arten är klassificerad som livskraftig ("LC") i Sverige.
I Finland saknas arten.